# ادورا (آرکانزاس)
ادورا (آرکانزاس) (به انگلیسی: Eudora, Arkansas) یک شهر در ایالات متحده آمریکا با جمعیت ۲٬۸۱۹ نفر است که در آرکانزاس واقع شده‌است.

## موقعیت جغرافیایی
موقعیت جغرافیایی شهرها و مناطق اطراف به شرح زیر است: